# L’art du chant appliqué au piano
L’art du chant appliqué au piano (Die Kunst des Gesanges auf dem Pianoforte) ist eine Sammlung von Liedern und Opernarien, von Sigismund Thalberg (1812–1871) für Klavier solo bearbeitet. Sie gilt als ein Juwel der Spätromantik, womit der Komponist die Kunst des Belcanto am Klavier belebte. Es wurde darauf hingewiesen, dass die pianistische Illusionskunst seiner Übertragung der Gesangskunst auf das Klavier in der geschickten Nachahmung des menschlichen Atems lag.

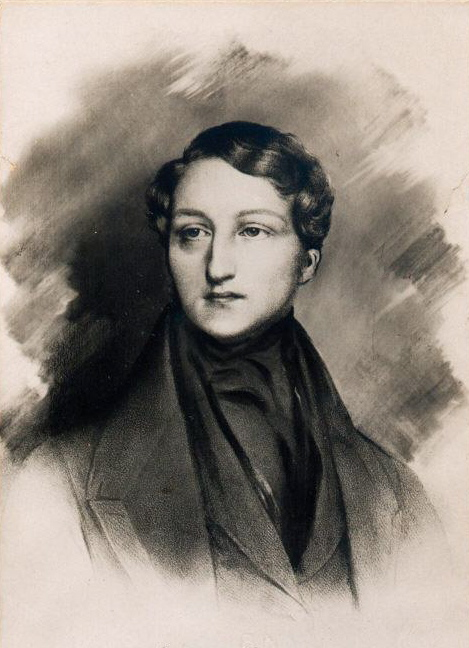
Porträt Sigismund Thalbergs (nach einer Lithographie von Henri Grévedon)

## Kurzeinführung
Sigismund Thalberg war einer der größten Pianisten-Komponisten des 19. Jahrhunderts und ernsthafter Rivale von Franz Liszt. Er erfuhr erst in jüngerer Zeit eine Renaissance. Seine Verbindung zur vokalen Kunst war zeit seines Lebens unverändert tief. Thalberg komponierte Bearbeitungen von Opernarien, um den Schülern zu helfen die Fähigkeit zu entwickeln, Passagen sowohl sauber als auch lyrisch auszuführen, eine Qualität, für die seine eigene Technik hoch gelobt wurde. Sein L’Art du chant appliqué au piano enthält insgesamt 26 solcher Bearbeitungen.
Die vier Bände voller Opern- und Liedtranskriptionen, veröffentlicht in den 1850er und 1860er Jahren, offenbaren Thalbergs geniale Verbindung von Gesang und Tastenspiel. Von Bellinis "I Puritani" bis zu Beethovens "Adelaide", vereint die Sammlung eine breite Palette musikalischer Meisterwerke. Thalbergs Transkriptionen zeichnen sich durch ihre klaren Texturen und gesanglichen Linien aus, die den virtuosen Klangmauern der Romantik eine subtile Nuance verleihen. Seine Werke, einst im Schatten Liszts stehend, erstrahlen dank einiger Neueinspielungen heute in neuem Licht.
Die Bände erschienen in vier Serien, die einzelnen Bände zu jeweils sechs (bzw. sieben) Stücken.
Als Einleitung (der ersten Serie) ist ein bemerkenswerter Beitrag Thalbergs zur Anschlagslehre vorangedruckt, in dem er den melodiösen Anschlag behandelt. Er stellt elf Regeln auf, welche zu einem schönen Singen notwendig sind, und die von Adolph Kullak (Hrsg. Walter Niemann) in der vielfach aufgelegten Ästhetik des Klavierspiels zusammenfassend breit zitiert werden:

„Man muss sich bei grösster Geschmeidigkeit und vielseitiger Biegsamkeit im Vorderarme, Handgelenk und in den Fingern von jeder Steifheit freimachen. — In breiten, edlen, dramatischen Gesängen muss mit voller Brust gesungen, dem Instrumente also viel
zugemutet und so viel Ton als möglich aus ihm gezogen werden, dies jedoch nie durch hartes Aufschlagen auf die Tasten, sondern dadurch, dass man sie kurz anfasst und tief, mit Kraft, Entschiedenheit und Wärme niederdrückt. In einfachen, sanften und zierlichen
Gesängen muss man die Tastatur gewissermassen kneten, sie auswirken wie mit einer Hand aus blossem Fleisch und Fingern von Sammet; die Tasten müssen in solchen Fällen mehr angefühlt als angeschlagen werden. — Der gesangliche Teil muss klar und deutlich
betont werden und sich vom Übrigen sanft abheben. — Bei Gesangsführung der rechten Hand muss die linke in der Regel ihr untergeordnet sein. — Die Melodienoten dürfen nie lange nach denen der Begleitung angeschlagen werden. — Die Gesangsnoten müssen (bei
substituierendem Fingersatze) bis zur völlig absoluten Geltung ausgehalten werden. — Die dynamischen Schattierungen im ganzen und einzelnen sind sorgfältig zu respektieren. Alle mit {\displaystyle \wedge } bezeichneten Noten sind um so kräftiger anzuschlagen, je länger ihre Geltung ist, die mit [...][Punkt unten und Querstrich oben] oder [...] [zwei nebeneinander liegende Punkte unten und oben ein Bogen] bezeichneten wie die Töne einer Menschenstimme getragen, die ersteren etwas gewichtiger zu geben. — Der einzelne oder kombinierte Gebrauch der Pedale ist unerlässlich und mit Geschmack und Überlegung vorzunehmen; er hat oft erst nach dem Anschlag der langdauernden Gesangsnote einzutreten. Ungleichartige Harmonien dürfen nicht mit Pedal gespielt werden. — Bei der Wahl des Tempos denke man immer daran, sich nicht zu übereilen, was ein Hauptfehler ist. — Körper, Arme und Hände sollen beim Spiel ruhig gehalten werden. Die Schüler sollen die Tasten nicht von oben herab anschlagen und Selbstkritik üben, mehr mit dem Geiste als mit den Fingern spielen. — Wir können denjenigen, die sich ernstlich mit dem Pianoforte beschäftigen, keinen besseren Rat geben, als den, die schöne Kunst des Gesanges zu lernen, zu studieren, durchzuarbeiten. Deshalb soll man auch nie die Gelegenheit versäumen, die grossen Künstler, welches auch ihr Instrument sein mag, und namentlich die grossen Sänger zu hören. Kann es für junge Künstler eine Ermutigung sein, so wollen wir noch hinzufügen, dass wir für unsere Person fünf Jahre hindurch unter der Leitung eines der berühmtesten Lehrer der italienischen Schule den Gesang studiert haben.“

## Inhalt
- 1 nach Vincenzo Bellinis Quartett aus der Oper I puritani: „A te, o cara, amor talora“
- 2 nach Giovanni Battista Pergolesis Arie „Tre giorni son che Nina“
- 3 nach Ludwig van Beethovens „Adelaide“
- 4 nach Alessandro Stradellas Aria di chiesa „Pietà, Signore, di me dolente!“
- 5a nach Wolfgang Amadeus Mozarts „Lacrimosa“ aus dem Requiem
- 5b nach Wolfgang Amadeus Mozarts Oper Le nozze di Figaro: „Sull'aria Che soave zeffiretto“
- 6 nach Gioachino Rossinis Oper Zelmira: „Perchè mi guardi e piangi“
- 7 nach Saverio Mercadantes Oper Il giuramento: „Bella adorata incognita“
- 8 nach Giacomo Meyerbeers Oper Il crociato in Egitto: „Nel silenzio, fra l'orror“
- 9 nach Carl Maria von Webers Schauspielmusik Preciosa: „Einsam bin ich, nicht alleine“
- 10 nach Franz Schuberts Lied Der Müller und der Bach: „Wo ein treues Herze in Liebe vergeht“
- 11 nach Carl Maria von Webers Oper Der Freischütz; „Schelm, Halt Fest! Ich will dich's lehren“
- 12 nach Wolfgang Amadeus Mozarts Oper Don Giovanni: „Il mio tesero intanto“
- 13 nach Gioachino Rossinis Oper Il barbiere di Siviglia: „Se il mio nome saper voi bramate“
- 14 nach Wolfgang Amadeus Mozarts Oper Die Zauberflöte: „Bei Männern, welche Liebe fühlen, fehlt auch ein gutes Herze nicht“
- 15 nach Gaetano Donizettis Oper Gianni di Calais: Barcarolle „Una barchetta il mar solcando va“
- 16a nach Wolfgang Amadeus Mozarts Oper Don Giovanni: Trio de Masques „Protegga il giusto cielo il zelo del mio cor“
- 16b nach Wolfgang Amadeus Mozarts Oper Don Giovanni: Duetto „La ci darem la mano“
- 17 nach André Grétrys Oper L'amant jaloux: Sérénade „Tandis que tout sommeille“
- 18 nach Gioachino Rossinis Oper Otello: Romance du Saule „Assisa à piè d un salice“
- 19 nach Vincenzo Bellinis Oper Norma: „Casta diva, che inargenti, Queste sacre antiche piante“
- 20 nach Wolfgang Amadeus Mozarts Oper Le nozze di Figaro: „Voi che sapete che cosa e amor“
- 21 nach Carl Maria von Webers Oper Euryanthe: „Fröhliche Klänge, Tänze, Gesänge Feiern, verschönen“
- 22 nach dem traditionellen Lied „Dafydd y Garreg Wen“ („David of the White Rock“)
- 23 nach Joseph Haydns Oratorium Die Jahreszeiten, Hob. XXI: Der Winter: „Ein Mädchen, das auf Ehre hielt, liebt’ einst ein Edelmann“
- 24 nach dem traditionellen Lied „Fenesta vascia“, Canzone Napoletana